# جرأة الأمل (كتاب)
جرأة الأمل: أفكار لاستعادة الحلم الأمريكي هو ثاني كتاب يؤلفه باراك أوباما حين كان عضوا في مجلس الشيوخ الأمريكي. في خريف 2006، أصبح الكتاب رقم واحد في قائمة الكتب الأكثر مبيعاً لكل من جريدة النيو يورك تايمز وموقع أمازون كما أن أوبرا وينفري روجت للكتاب ودعمت باراك أوباما حتى قبل اعلانه ترشحه للرئاسة. أعلن باراك أوباما ترشحة للرئاسة في 10 فبراير 2007 بعد أقل من ثلاثة أشهر من صدور الكتاب.
يعرض الكتاب أفكار أوباما حول الكثير من القضايا التي أصبحت لاحقاً محور حملته الانتخابية في 2008. دفع الناشر لباراك أوباما 1.9 مليون دولار مقابل التعاقد على ثلاثة كتب كان جرأة الأمل ثانيهم.

## أصول الخطبة
عنوان الخطبة مقتبس من عظة القاها راعي الكنيسة السابق لباراك أوباما جرميه رايت. ألقى أوباما الخطبة الرئيسية في مؤتمر الحزب الديمقراطي عام 2004 بعنوان جرأة الأمل والتي كانت سبباً في بروزه بشكل لافت. بعد الخطبة مباشرة اكتسب باراك شهرة وشعبية مفاجئة ورأي بعض المحللين أنه يمتلك القدرة على دخول السباق الانتخابي الرئاسي الأمريكي القادم. في 2006، اصدر أوباما كتاب جرأة الأمل والذي اسهب في الحديث عن الكثير من المواضيع التي ذكرها في خطبته في مؤتمر الحزب الديمقراطي في 2004.

## وصلات خارجية
- موقع الكتاب الرسمي
- مقتطفات من الكتاب